# 東金ショッピングセンター サンピア
東金ショッピングセンター サンピア（とうがねショッピングセンター サンピア）とは、千葉県東金市にあるショッピングセンターである。

## 概要
東金駅前に位置する大型複合型ショッピングセンター。
当SCは東金駅前商店街組合の主導にて運営されている。名称の「サンピア」とは明るいところに人が集うという意味を持つ。核店舗はイオン。イオンの中でも比較的古参店舗であり、開業から40年以上が経過している。
スポーツジム、銀行、家電量販店および多数の専門店など、SC内にさまざまな業種のテナントが入っている。
3階には映画館「シネマコレクション東金」（3スクリーン、102席／116席／107席）が1998年（平成10年）3月21日に開館したが、現在は閉館している。
立体駐車場は別棟構成。

## 沿革
- 1978年（昭和53年）11月10日 - 開業。
- 1993年（平成5年）11月10日 - 東金ショッピングセンター サンピアが売場面積を大幅に拡大し、新装開業[2]。
- 1998年（平成10年）3月21日 - 映画館「シネマコレクション東金」が開館[1]。
- 2011年（平成23年）3月1日 - 核店舗の屋号をジャスコからイオンに変更され、イオン東金店となる。

## 店舗
公式サイトを参照。

## 営業時間
偶数月の水曜日1日定休（一部専門店は営業時間が異なる）
- サンピア専門店 10時〜19時
- イオン東金店1F食品売場 10時〜23時
- イオン東金店2F衣料品売場 10時〜19時

※駐車場利用時間は公式サイト参照。

## 外部サイト
- 東金ショッピングセンター サンピア
- シネマコレクション - ウェイバックマシン（2001年2月2日アーカイブ分）
- イオン東金店